# Lovely Head
"Lovely Head" är en låt av den brittiska electronicaduon Goldfrapp, utgiven som den första singeln från gruppens debutalbum Felt Mountain från år 2000. Singeln, som släpptes av Mute Records den 15 maj 2000, uppnådde inte några listframgångar. I november 2001 återlanserades dock singeln i form av en dubbel A-sida tillsammans med "Pilots (On a Star)" och gick då in på plats 68 på den brittiska singellistan.
"Lovely Head" förekommer även i filmerna Swept Away (2002), My Summer of Love (2004) och 99 francs (2007).

## Bakgrund
Goldfrapp började arbeta på "Lovely Head" i september 1999 i en hyrd villa i Wiltshirebygden. Alison Goldfrapp skrev texten till låten medan hon komponerades musiken tillsammans med Will Gregory. Duon spelade in låten utanför byggnaden där de lät sig inspireras av naturen runtomkring. "Lovely Head", som från början gick under arbetstiteln "Your Lovely Head", är inspirerad av den walesiska sångaren Shirley Bassey och den italienska filmregissören Sergio Leone. Låten präglas av ensamma visslingar och en "kall" sångstil som möts av cembalo och stråkar. Något som ofta tas felaktigt för en thereminsynth i låten är i själva verket Alisons röst som går genom en Korg Ms-20, vilket modulerar och förvränger den.

## Musikvideo
Den tyske fotografen Wolfgang Tillmans regisserade två olika videor för "Lovely Head".

## Låtlistor och format
| CD-singel (CDMute247; 15 maj 2000) 1. "Lovely Head" (Album version) – 3:49 2. "Lovely Head" (Staré Mesto mix) – 3:44 3. "Lovely Head" (Miss World mix) – 3:50 12"-singel (12Mute247; 15 maj 2000) 1. "Lovely Head" (Album version) – 3:49 2. "Lovely Head" (Staré Mesto mix) – 3:44 3. "Lovely Head" (Miss World mix) – 3:50 | Officiella remixer 1. "Lovely Head" (Pulsar vs Goldfrapp) – 7:57 |

## Medverkande
- Alison Goldfrapp – sång, bakgrundssång, visslingar, keyboard, låtskrivare, producent
- Will Gregory – synthesizer, keyboard, låtskrivare, producent
- Nick Batt, Chris Weston – ytterligare programmering
- Adrian Utley – bas
- John Parish – trummor
- Stuart Gordon – fiol, altfiol
- John Dent – mastering[8]

## Listplaceringar
| Lista (2001)           | Högsta position |
| ---------------------- | --------------- |
| Brittiska singellistan | 68              |